# Krzysztof Oksiuta
Krzysztof Roman Oksiuta (ur. 29 stycznia 1961 w Białej Podlaskiej) – polski politolog i polityk, poseł na Sejm RP III i IV kadencji.

## Życiorys
Ukończył studia na Wydziale Dziennikarstwa i Nauk Politycznych Uniwersytetu Warszawskiego. Od 1989 do 1993 pracował w administracji rządowej, następnie w kierownictwie Funduszu Rozwoju Wsi Polskiej. W latach 90. zasiadał w radzie miejskiej Wołomina, należał do Stronnictwa Ludowo-Chrześcijańskiego.
W 1997 został wybrany na posła III kadencji z listy Akcji Wyborczej Solidarność jako kandydat Stronnictwa Konserwatywno-Ludowego. W wyborach parlamentarnych w 2001 był liderem listy Platformy Obywatelskiej w okręgu podwarszawskim. Nie przystąpił do PO, współtworząc później Stronnictwo Konserwatywno-Ludowe – Ruch Nowej Polski, a po jego rozwiązaniu Partię Centrum (w 2004). W 2005 bez powodzenia kandydował do Senatu z ramienia tego ugrupowania. Był likwidatorem SKL-RNP. 12 grudnia 2009 objął funkcję sekretarza generalnego SKL, reaktywowanego w 2007 przez Artura Balazsa. W wyborach samorządowych w 2010 bez powodzenia ubiegał się o mandat radnego sejmiku województwa mazowieckiego z ramienia Krajowej Wspólnoty Samorządowej. Rok później startował do Sejmu z listy PJN i działał w sztabie wyborczym tej partii. W 2014, po rozwiązaniu SKL, przystąpił do Polski Razem i z jej rekomendacji znalazł się na liście Prawa i Sprawiedliwości w wyborach do sejmiku mazowieckiego, jednocześnie zostając kandydatem KWW Samorządowy na burmistrza Radzymina (bez poparcia PiS). Nie został wybrany na żadne z tych stanowisk. Był członkiem zarządu krajowego Polski Razem, w 2017 przekształconej w Porozumienie.
Wyróżniony tytułami honorowego obywatela gminy Mszana Dolna (2003) oraz gminy Żelazków (2018).